# Краматорський регіональний ландшафтний парк
Регіональний ландшафтний парк «Краматорський» — один із наймолодших парків у Донецькій області.

## Історія
Створений він був у 2004 році з метою збереження унікальних природних об'єктів. Під час російської збройної агресії проти України (2014–2015), користуючись режимом окупації, відсутності контролюючих органів, різні особи розпочали використання природних ресурсів на території парку. На площі 100 га невстановленими особами без спеціального дозволу на використання природних ресурсів і за відсутності відповідного рішення органів виконавчої влади було проведено сільськогосподарські роботи.

## Опис
Парк розташований навколо міста Краматорська на площі 1738,82 гектара і складається з п'яти окремих відділень:
- «Біленьке»
- «Білокузьминівське»
- «Пчьолкінські закам'янілі дерева»
- «Камишеваха»
- «Шабельківська»

«Біленьке» — це цілинний степ. Тут є численні виходи на поверхню крейдяних порід. На території цієї ділянки проживає понад 200 видів комах, 17 з яких, а також деякі види рослин, занесені до Червоної книги України. На горбах зростають мальовничі штучні хвойні масиви — справжні «зелені» легені такого крупного промислового центру, як місто Краматорськ.
Унікальною особливістю ділянки «Пчьолкінські дерева», що розташована поблизу міського селища Пчьолкіне, є сосновий масив, де трапляються скам'янілі араукарії віком понад 200 мільйонів років. Площа даного резервату становить 15,41 га.

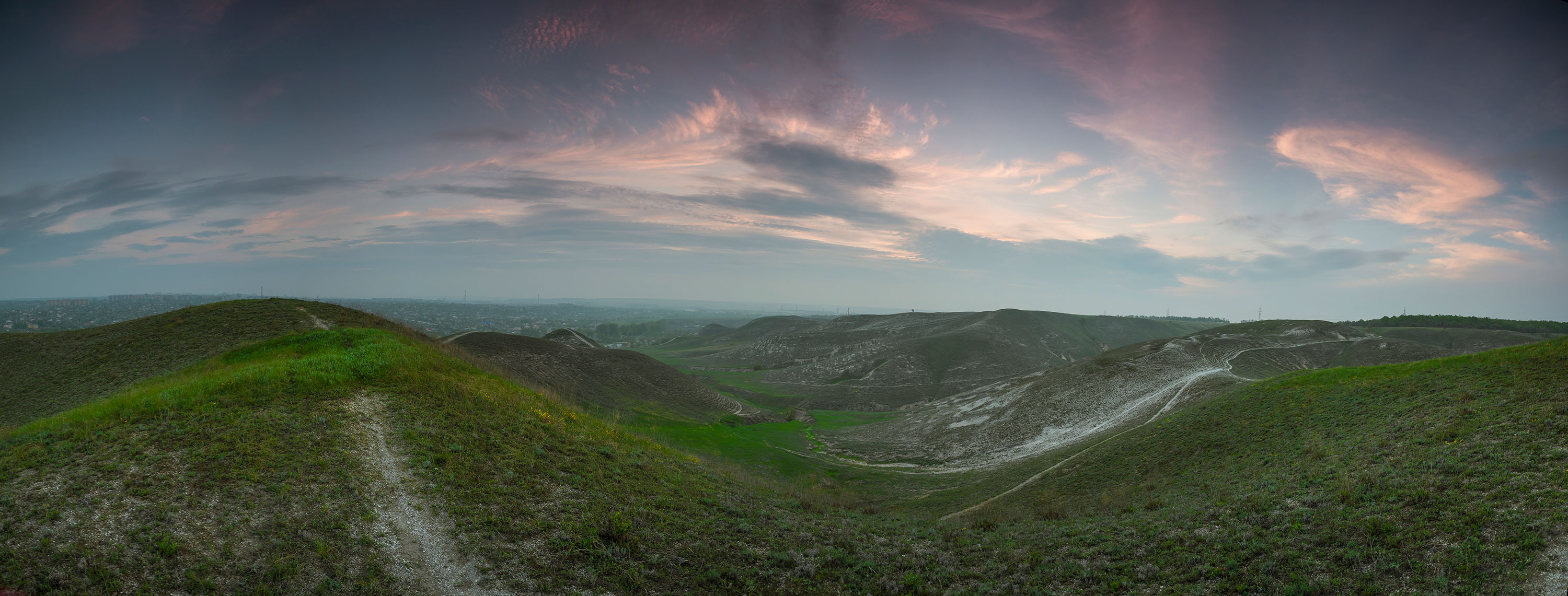
«Біленьке»
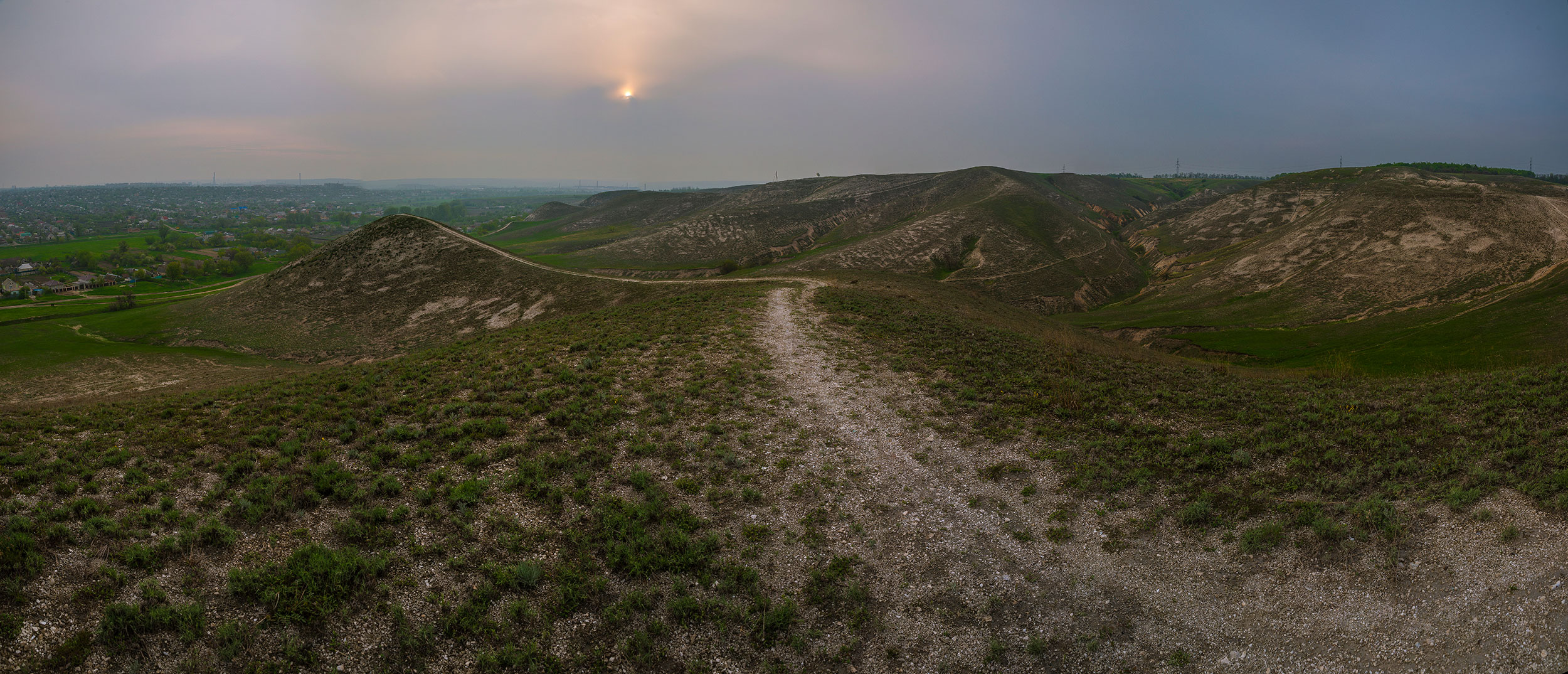
«Біленьке»
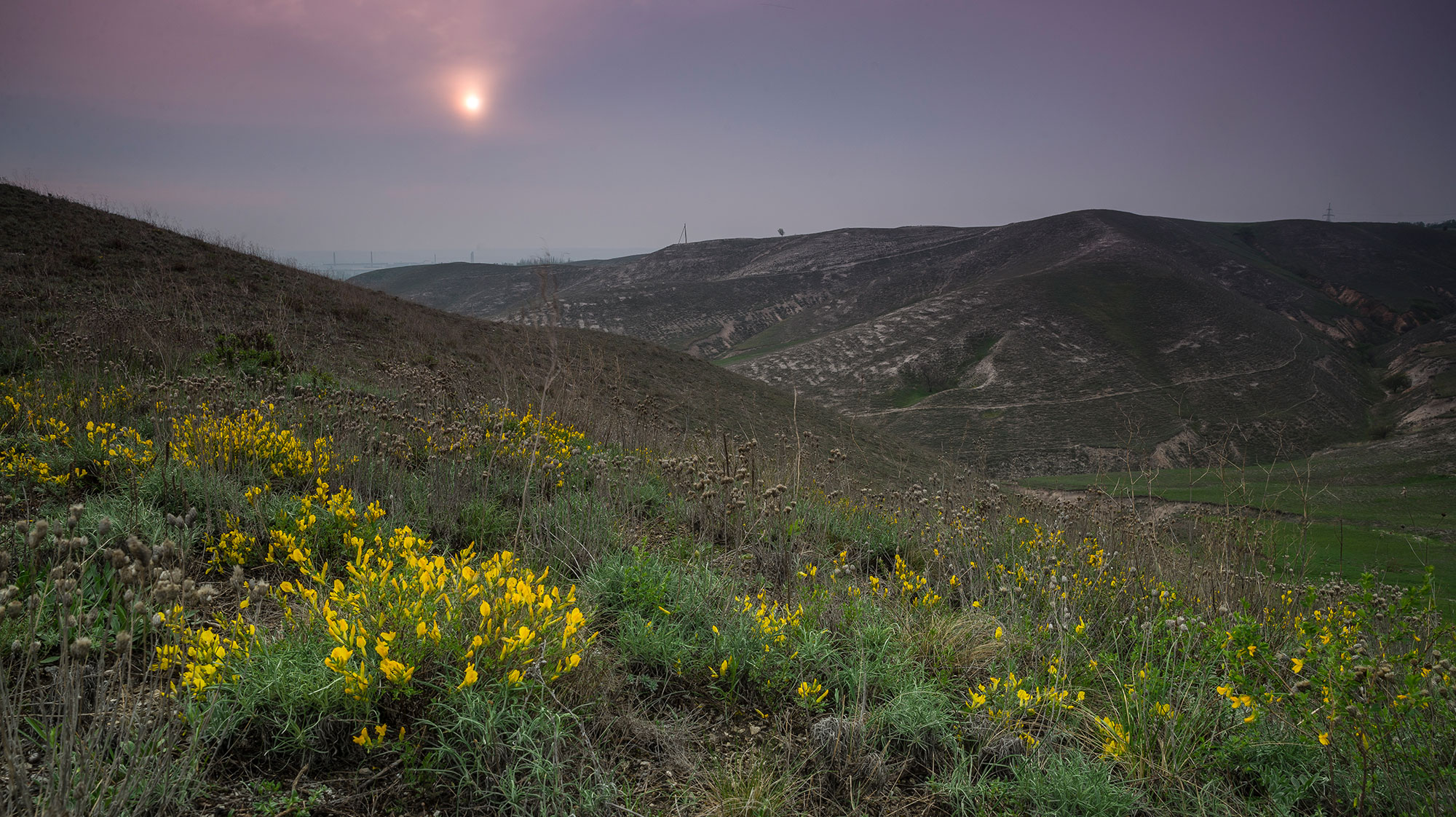
«Біленьке»
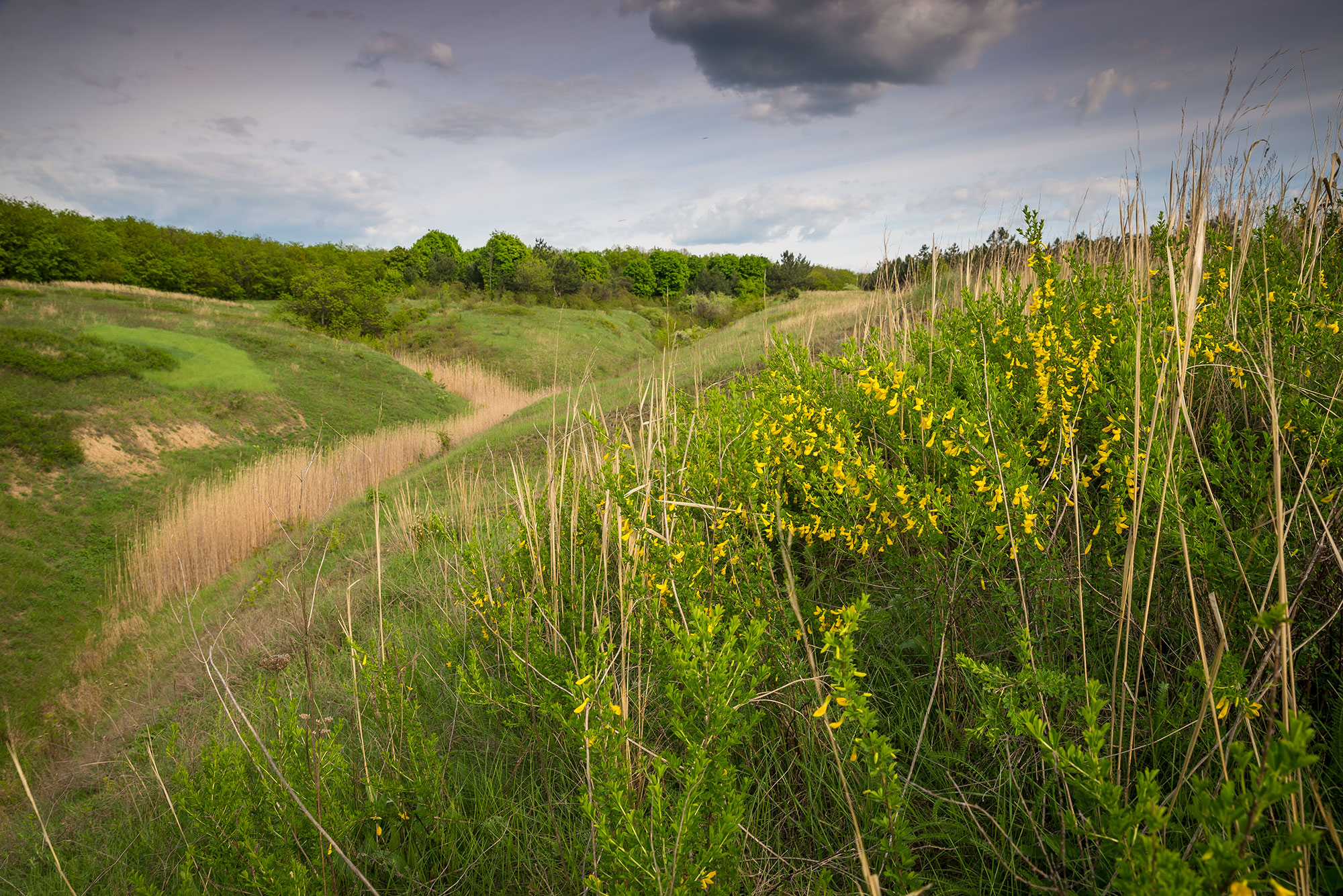
Пчьолкіне

«Камишеваха» представлена лісовими масивами з дуба, ясена, клена, в'яза, і липи. Тут трапляються горицвіт, анемона і тюльпани, сон чорніючий. На заповідній площі 977,7 га є рослини, що знаходяться під особливою охороною: адоніс волзький, рябчик руський, шафран сітчастий, ковили. Тут є красиве озеро під назвою «Лебедине», в якому живуть напівдикі лебеді-шипуни. Це місце вони уподобали близько 30 років тому. На горбі поблизу озера знаходиться напівзруйнований будинок  — садиба поміщика Бантиша XIX ст., біля котрою росте старовинний дуб. Тут також розташовано «Візит-центр» парку.
Візитівкою «Білокузьминівської ділянки» є геологічний пам'ятник природи «Скелеподібне оголення верхньої крейди». Територія ділянки є цілинним лісостепом, де трапляються балки і байрачні ліси. Флора і фауна різноманітна. Всього на цій ділянці налічується 120 видів трав'яних рослин. 28 видів рослин, що зростають на ділянці, знаходяться під охороною. Деякі види комах, що проживають тут, знаходяться під загрозою зникнення: махаон, сколія-гігант, сколія степова, подалірій, метелики-вітрильники, дибка степова, поліксена, мнемозина, хорватський бражник.

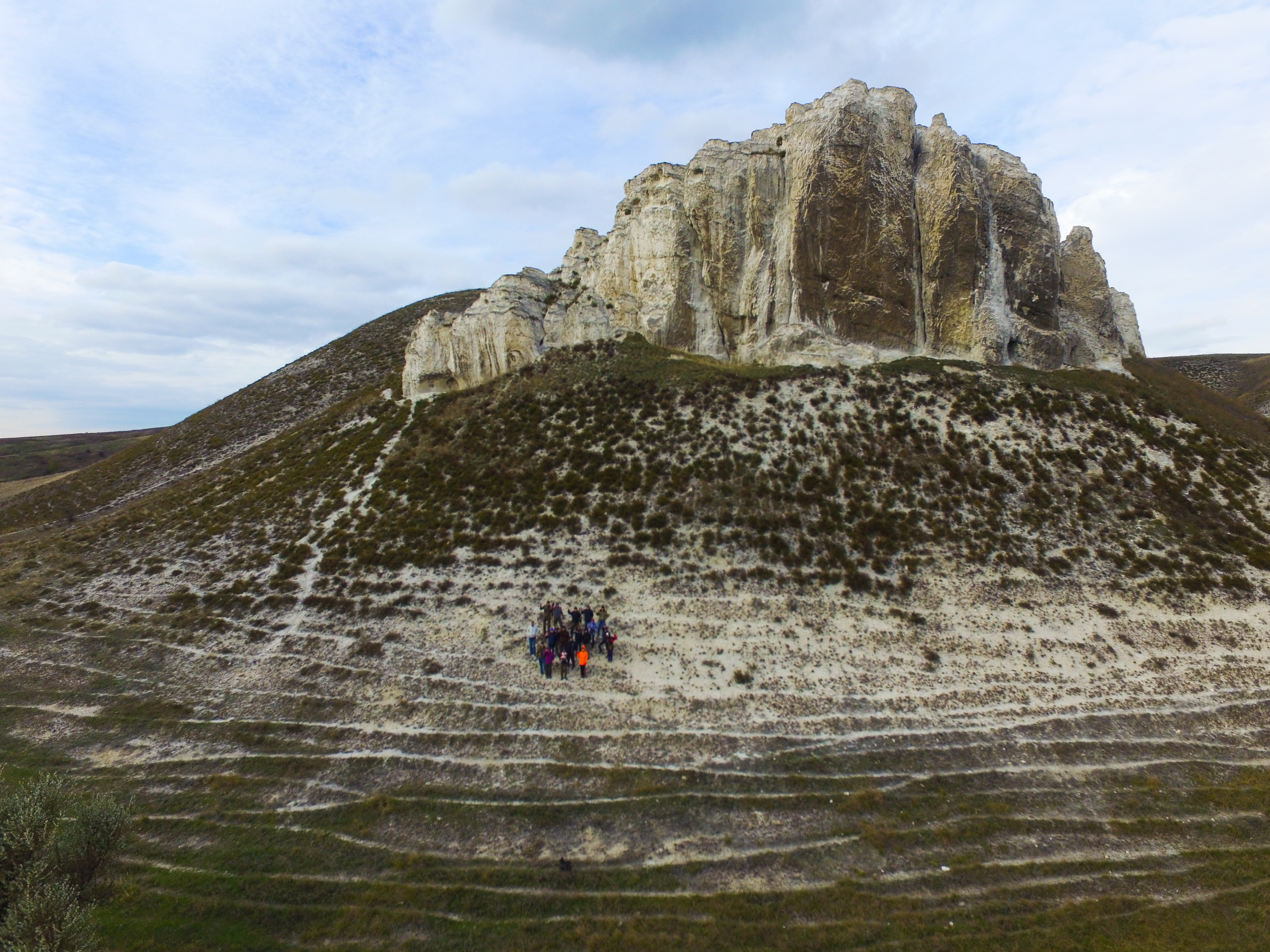
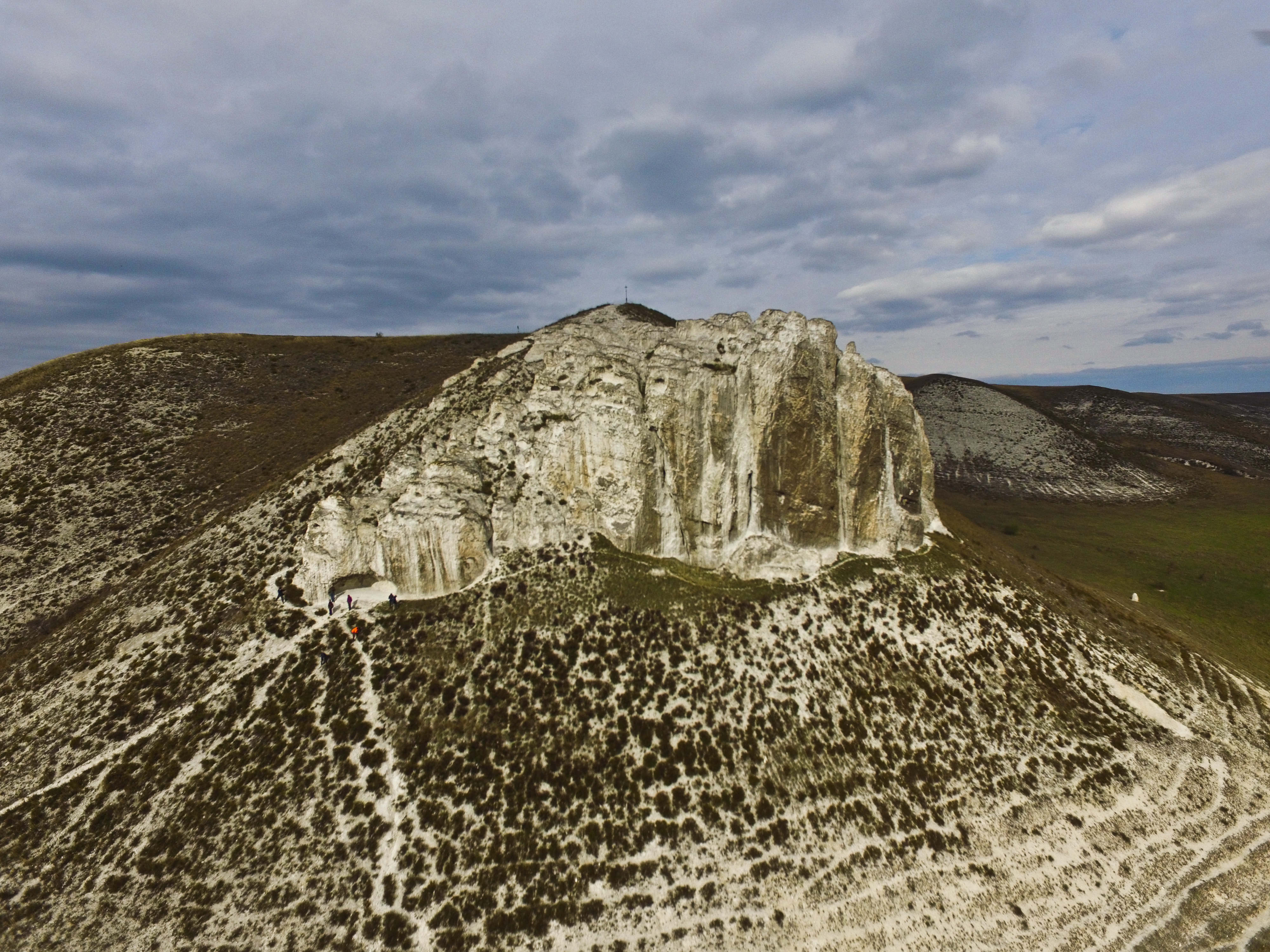
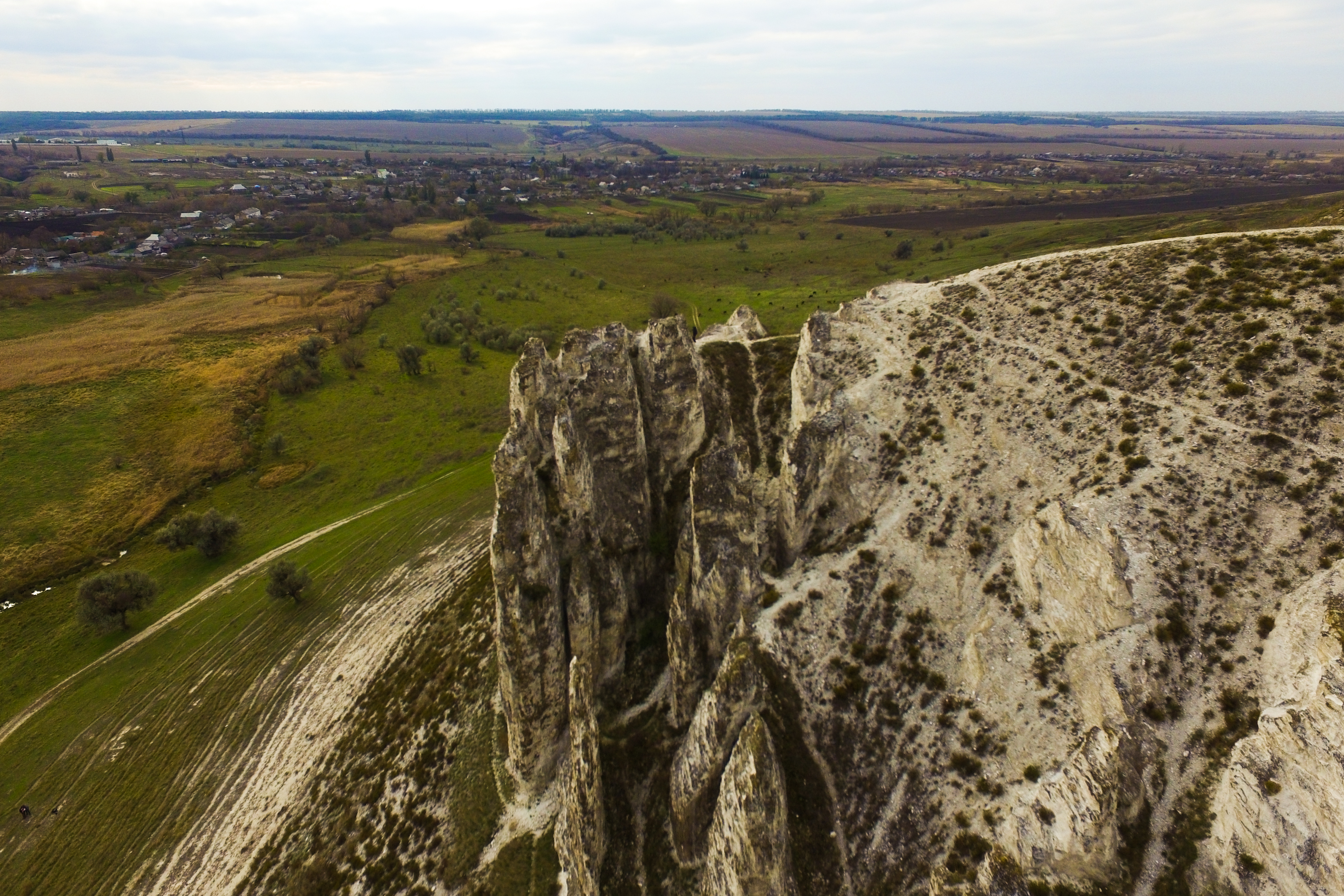
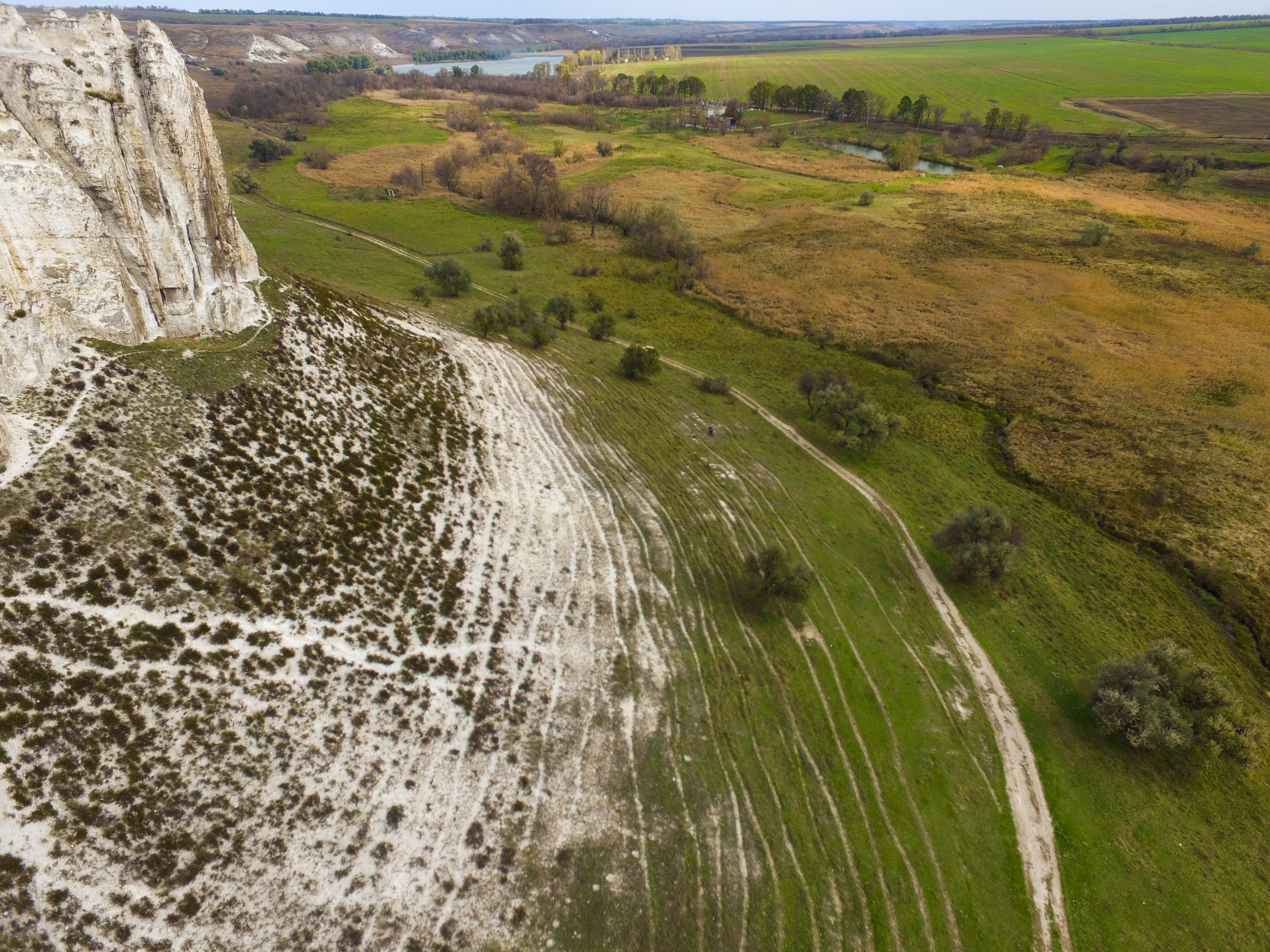
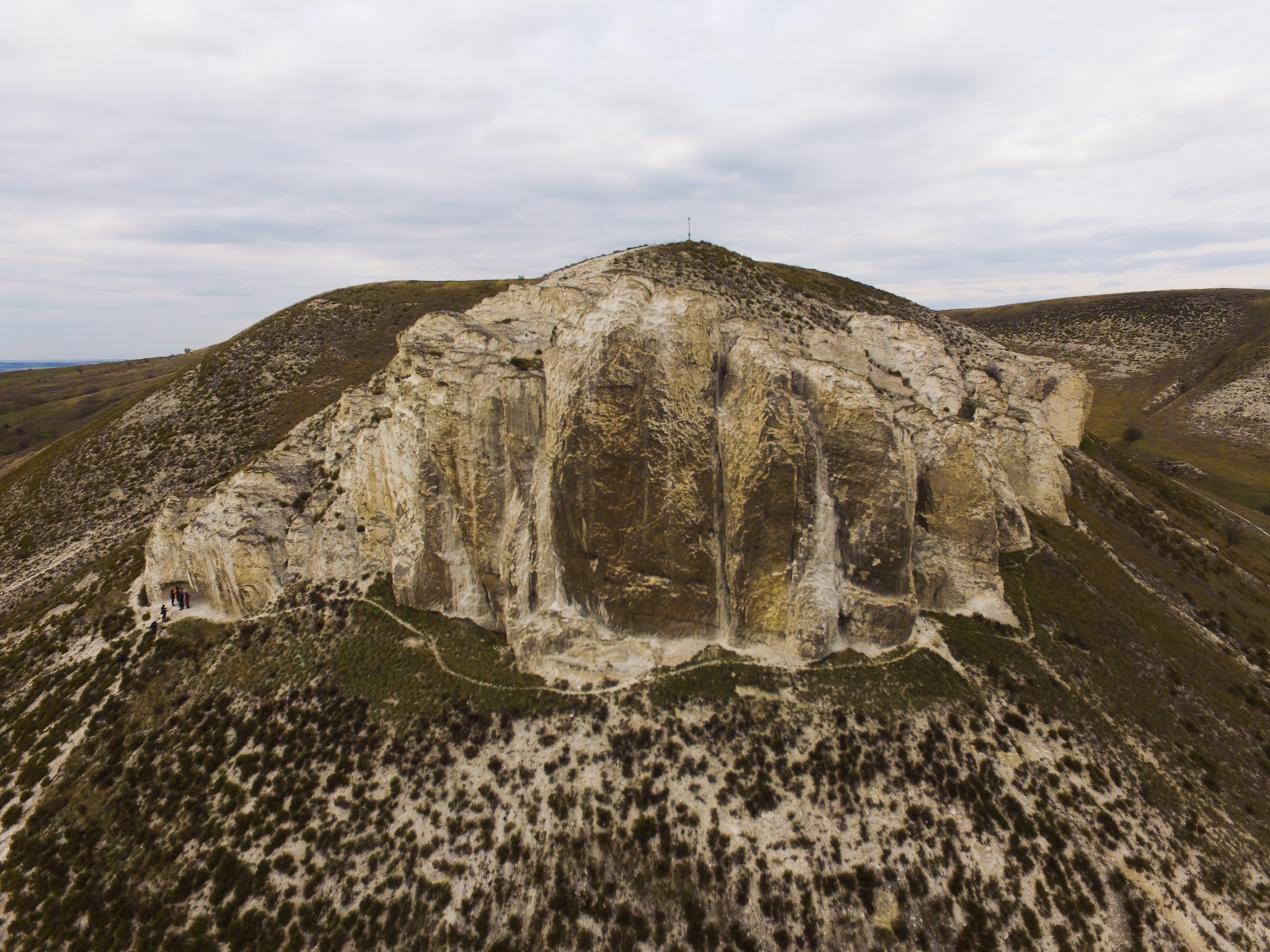
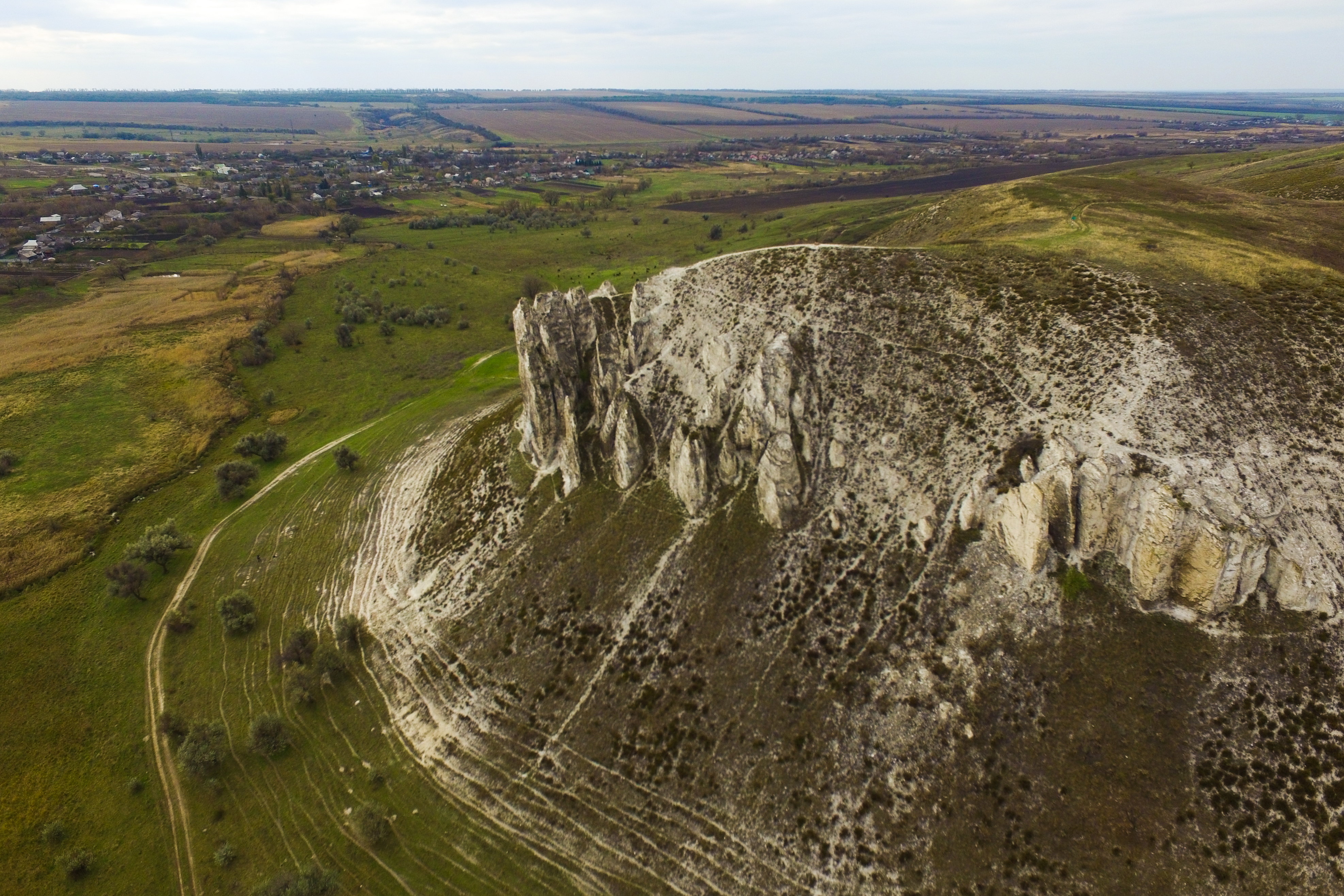
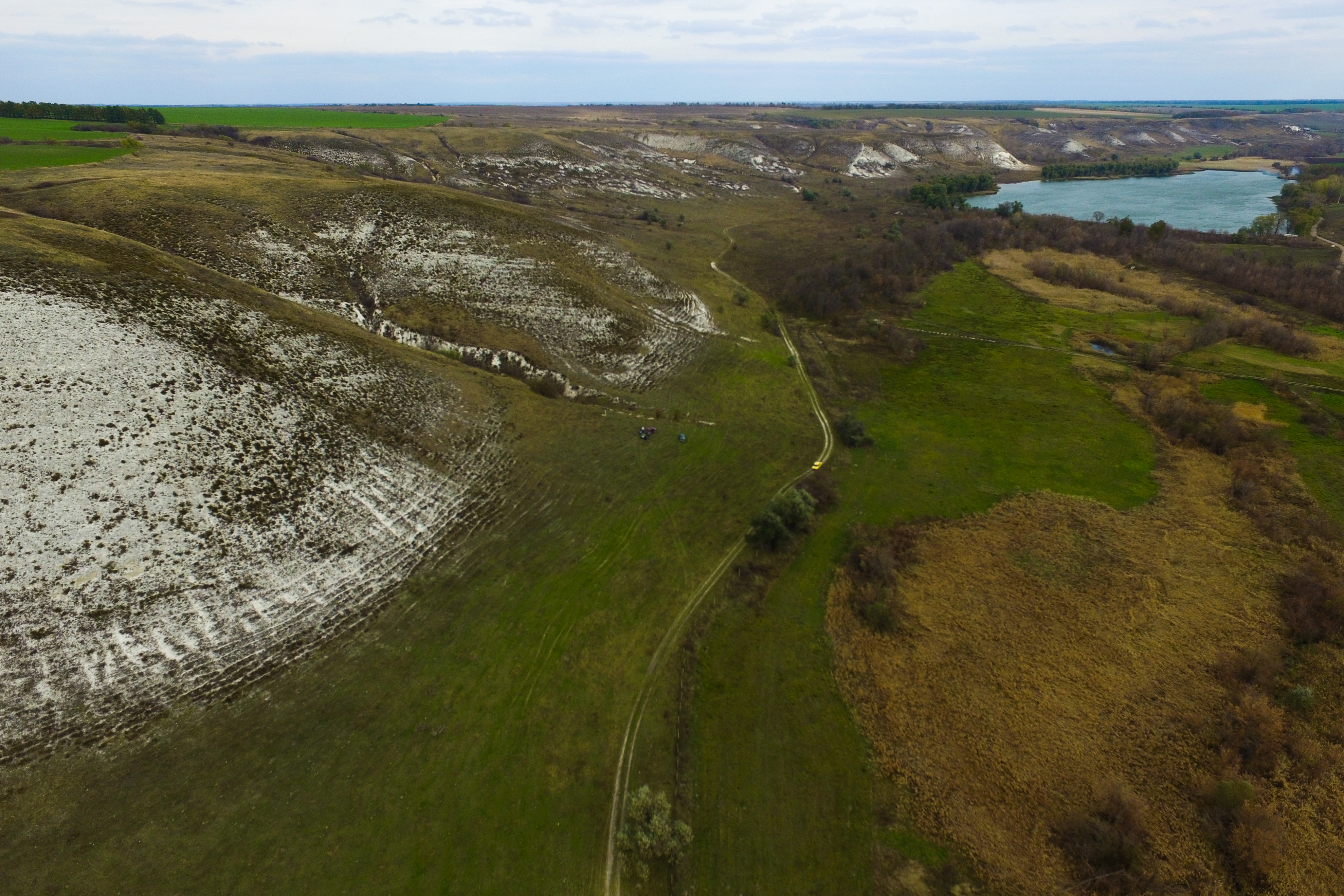

Фауна представлена 900 видами тварин, з яких 57 занесені до Червної книги України. На території парку підтримується чисельність більше 30 ссавців, зокрема диких кабанів, козуль, лисиць, борсуки.
Також тут близько 140 видів птахів, з яких 18 є представниками Червоної книги України, зокрема беркут, курганник, орел-могильник, орел-карлик, пугач. також серед рідкісних птахів — журавель сірий, огар, деркач, орлан-білохвост.
У межах парку мешкає 8 видів плазунів. Є види, існування яких на території України під загрозою. Це полоз візерунковий, мідянка, гадюка степова, що занесені до Червоної книги України.

### Території природно-заповідного фонду, що входять до складу РЛП " Краматорський "
Нерідко, оголошенню національного парку або заповідника передує створення одного або кількох об'єктів природно-заповідного фонду місцевого значення. В результаті, великий РЛП фактично поглинає раніше створені ПЗФ. Проте їхній статус зазвичай зберігають. 
До складу території регіонального ландшафтного парку " Краматорський " входять такі об'єкти ПЗФ України: 
- Пам`ятка природи місцевого значення “Скелеподібне оголення верхньої крейди”, геологічна